# 日蓮正宗住職交通事故死事件
日蓮正宗住職交通事故死事件（にちれんしょうしゅうじゅうしょくこうつうじこしじけん）とは、1994年に北海道で起きた交通事故である。
事件当初は単なる交通事故死として扱われていたものであったが、相手が創価学会員だったことから様々な憶測を呼び、週刊誌の記事によって国会で議論され政局にまで利用された事件である。本項では同交通事故の記事をめぐる民事訴訟についても記載する。

## 概要
1994年7月21日、北海道大滝村で日蓮正宗の住職が運転する乗用車が創価学会員の運転するトラックと交通事故を起こし、住職が事故死し創価学会員も重傷を負った。
事件当時、新聞では事故死した運転手が日蓮正宗の住職であったことは報じていたが、相手が創価学会員であったとは一切報道されていなかった。しかし、交通事故の相手が創価学会員であったことが判明すると一部マスコミが交通事故は創価学会によって仕組まれたものとする内容を掲載、その記事を背景に自由民主党議員が国会で追求している。

## 事件の経過
事件の経過を時系列で紹介する
- 7月21日　交通事故発生
- 7月22日　新聞各紙が「日蓮正宗住職がトラックに衝突し死亡」と報道。また同日、保険会社が「100対0で日蓮正宗住職側の過失」と認定。
- 8月22日　事故被害者の創価学会員が週刊新潮記者の取材に答える
- 8月25日　週刊新潮（9月1日号）において「大石寺僧侶を衝突死させた創価学会幹部」の記事が掲載。
- 9月27日　創価学会元顧問弁護士・山崎正友と自民党の白川勝彦が都内ホテルで会談
- 10月5日　事故にあった創価学会員が『週刊新潮』を名誉毀損で提訴
- 10月11日　衆議院予算委員会で自民党の川崎二郎が交通事故死事件を追及。

事故後、現場検証が行われ、タイヤ痕等から住職の乗った乗用車が猛スピードでセンターラインをオーバーし、対向する学会員の運転するトラックに正面衝突したと判断された。また、事故の原因は（死亡した住職の）スピードの出しすぎによるハンドル操作の誤りによるものと判断、過失割合は「100対0」で、学会員側の過失を「ゼロ」と認定。住職側の保険会社は学会員が所有していた業務用トラックが廃車になったため、費用全額を負担した。
その後、週刊新潮記者が事故にあった学会員を取材。取材後に発売された週刊新潮では「大石寺僧侶を衝突死させた創価学会幹部」というタイトルの下、あたかも学会員が住職を交通事故死させたような内容が掲載された。また同記事では事故当日、創価学会が札幌市内で『遂に日蓮正宗天罰下る！室蘭住職交通事故死！ガードレールに衝突し、10:20頃死亡』というビラを配布したと記している。
10月11日、自由民主党の川崎二郎が衆議院予算委員会においてこの事件を取り上げた。

## 民事訴訟
事故にあった学会員は週刊新潮が取材した内容を故意にねつ造したとして1994年10月5日札幌地裁に週刊新潮を名誉棄損で訴えた。週刊新潮側は記事のねつ造はしていないと否定したが、その一方で取材前からタイトルが決まっていたという証言もしていた。
1996年12月20日札幌地裁で週刊新潮側の敗訴が言い渡される。その後週刊新潮側は控訴、上告したがいずれの裁判でも敗訴する。
また判決確定後、自民党の川崎二郎は原告の学会員に謝罪した。